# Lasselsberger

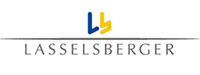
Lasselsberger

Lasselsberger este o companie producătoare de plăci ceramice din Austria.
Cu 67 de locații de producție și 13.200 de angajați în 17 țări, grupul Lasselsberger, cu sediul central în Austria, este una din companiile de top în Europa în producția de materii prime, materiale de construcții și produse ceramice.
Este cel mai important producător de plăci ceramice din Europa Centrală și de Est.

## Lasselsberger în România
Lasselsberger este cel mai mare producător de plăci ceramice de pe piața din România, unde a intrat la sfârșitul lui 2004, și activează prin intermediul a două firme, Lasselsberger SA și Sanex Cluj.
Compania a închis anul 2008 fabrica din Lugoj, pentru ca în iunie 2009 să închida și unitatea de producție Cesarom din București.
Singura fabrică rămasă în funcție este Sanex, din Cluj-Napoca.
Cesarom activează pe piața din România din anul 1962, cand a fost înființată secția de obiecte sanitare.
Compania a devenit în anul 2004 membru al grupului austriac Lasselsberger, acesta fiind unul dintre cei mai renumiți producători europeni și mondiali de plăci ceramice.
Tot atunci, producătorul și-a schimbat numele în Lasselsberger S.A., dar a păstrat marca de produs Cesarom.
În anul 2006, Cesarom a fost vândută grupului Roca.
În afară de Lasselsberger, Ceramica Lazăr (Reghin – Mureș) este singurul producător de gresie și faianță de pe piața locală.
Număr de angajați în 2009: 700
Cifra de afaceri:
- 2011: 42 milioane euro[6]
- 2009: 35,4 milioane euro [7]
- 2008: 41 milioane euro[4]